# روبرتو دي ميراندا
روبرتو دي ميراندا هو ناشط حقوق الإنسان ورياضياتي وأمين مكتبة كوبي، ولد في 1947 في كاماغواي في كوبا.